# HV 2112
HV 2112 ist ein Stern in der Kleinen Magellanschen Wolke, der 1908 von Henrietta Leavitt als veränderlicher Stern identifiziert wurde. Er ist gemäß seiner Spektralklasse ein Roter Riese. Seine Magnitude schwankt zwischen 12,7 und 16,7. Da aber bei der angenommenen Entfernung die Leuchtkraft das erwartete Maximum von 60000 L☉  möglicherweise übersteigt, könnte es sich bei dem Stern auch um ein sogenanntes Thorne-Żytkow-Objekt (TŻO) handeln.

## Entfernung des Sterns
Lange war die Entfernung des Sterns unbekannt und es war entsprechend offen, ob der Stern sich innerhalb der Kleinen Magellanschen Wolke oder lediglich davor, aber innerhalb der Milchstraße befindet.
Falls der Stern zur Milchstraße gehören würde, und nur zufällig eine ähnliche Bewegungsrichtung hätte wie die Kleine Magellansche Wolke, so könnte er als normaler AGB-Stern angesehen werden und hätte entsprechend keine herausstechende Leuchtkraft mehr.
Aktuelle Daten von Gaia DR2 unterstützen jedoch die Annahme, dass der Stern zur Kleinen Magellanschen Wolke gehört. Somit müsste der Stern auf jeden Fall sehr leuchtkräftig sein.

## Art des Objekts
Auch wenn die neuesten Daten den Stern eher innerhalb der Kleinen Magellanschen Wolke verorten, lässt sich die Natur des Sterns noch nicht eindeutig bestimmen.
Während die Arbeit von Levesque im Jahre 2014 den Stern als erstes mögliches Thorne-Żytkow-Objekt einstuft, so kommt eine Arbeit von Beasor aus dem Jahre 2018 trotz der Lage innerhalb der Kleinen Magellanschen Wolke nur noch auf die halbe Leuchtkraft und zweifelt deshalb die exotische Natur des Sterns an. Durch die geringere Leuchtkraft könnte es sich bei dem Objekt um einen Roten Überriesen handeln. Als Argument für diese Annahme führt die Studie spektroskopische Untersuchungen an, welche nicht das erwartete abnormale Spektrum eines TŻO zeigen. Diese Arbeit schlägt dafür den Stern HV 11417 als Kandidaten für ein TŻO vor.